# ISO 3166-2:IR
ISO-kôdom 3166-2:IR označavaju se pokrajine u Iranu: prvi dvoslovni dio je međunarodni kôd za Iran, a dvoznamenkasti broj označava jednu od 31 pokrajine u toj zemlji.

## Trenutačni kodovi
Trenutačna lista rezultat je posljednje upravne izmjene od 23. lipnja 2010. godine kada je stvorena nova (31.) pokrajina.
| ISO-Kôd | Iranska pokrajina       |
| ------- | ----------------------- |
| IR-44   | Alborška pokrajina      |
| IR-03   | Ardabilska pokrajina    |
| IR-06   | Bušeherska pokrajina    |
| IR-08   | Čahar-Mahal i Bahtijari |
| IR-14   | Fars                    |
| IR-19   | Gilan                   |
| IR-27   | Golestan                |
| IR-24   | Hamadanska pokrajina    |
| IR-23   | Hormuzgan               |
| IR-10   | Huzestan                |
| IR-05   | Ilamska pokrajina       |
| IR-04   | Isfahanska pokrajina    |
| IR-01   | Istočni Azarbajdžan     |
| IR-25   | Jazdska pokrajina       |
| IR-29   | Južni Horasan           |
| IR-28   | Kazvinska pokrajina     |
| IR-15   | Kermanska pokrajina     |
| IR-17   | Kermanšaška pokrajina   |
| IR-18   | Kuhgiluje i Bojer-Ahmad |
| IR-26   | Komska pokrajina        |
| IR-16   | Kurdistanska pokrajina  |
| IR-20   | Luristan                |
| IR-22   | Markazi                 |
| IR-21   | Mazandaran              |
| IR-30   | Razavi Horasan          |
| IR-12   | Semnanska pokrajina     |
| IR-13   | Sistan i Beludžistan    |
| IR-31   | Sjeverni Horasan        |
| IR-07   | Teheranska pokrajina    |
| IR-11   | Zandžanska pokrajina    |
| IR-02   | Zapadni Azarbajdžan     |

## Izmjene
Popis izmjena od prvog izdavanja ISO 3166-2 brošure iz 1998. godine do danas:
| Novinska brošura                                                                                   | Datum izdanja     | Opis izmjene u brošuri                                                                                    | Kodovi i upravne izmjene                                                                                            |
| -------------------------------------------------------------------------------------------------- | ----------------- | --- | --- |
| ISO 3166-2 brošura I-2 Arhivirana inačica izvorne stranice od 31. siječnja 2012. (Wayback Machine) | 21. svibnja 2002. | Djelomična reorganizacija pokrajinskog rasporeda; dvije nove pokrajine i imenske izmjene (IR-17 i IR-18). | Dodane pokrajine: IR-27 Golestan IR-28 Kazvinska pokrajina                                                          |
| ISO 3166-2 brošura I-8 Arhivirana inačica izvorne stranice od 6. lipnja 2011. (Wayback Machine)    | 17. travnja 2007. | Izmjene u upravnoj strukturi; podijela stare pokrajine na tri nove.                                       | Dodane pokrajine: IR-29 Južni Horasan IR-30 Razavi Horasan IR-31 Sjeverni Horasan Izbačene pokrajine: IR-09 Horasan |
| Statoids.com                                                                                       | 23. lipnja 2010.  | Razdvojbom stare dodana nova pokrajina.                                                                   | Dodane pokrajine: IR-44 Alborška pokrajina                                                                          |

## Poveznice
- Iranske pokrajine

## Vanjske poveznice
- (engl.) Statoids.com - Provinces of Iran